# Wyspy w Cieśninie Torresa
Wyspy w Cieśninie Torresa – grupa 274 małych wysp w Cieśninie Torresa, pomiędzy półwyspem Jork w Australii a Nową Gwineą. Wyspy zamieszkują rdzenni wyspiarze, Melanezyjczycy. Administracyjnie wyspy są częścią stanu Queensland, posiadają jednak status autonomii.

## Historia
Około 8 tysięcy lat temu Nowa Gwinea i Australia tworzyły jeden ląd, a Cieśnina Torresa i wyspy znajdujące się w niej powstały wraz z podniesieniem się poziomu oceanu po zakończeniu zlodowacenia. Najstarsze znane ślady osadnictwa w tym regionie pochodzą sprzed 2500 lat, choć ludzie przewędrowali tędy z Archipelagu Malajskiego do Australii prawdopodobnie aż 70 tysięcy lat temu. Rdzenna ludność stanowi grupę etniczną odrębną od Aborygenów australijskich, z własną kulturą łączącą elementy australijskie, papuaskie i austronezyjskie i posługującą się językami kala lagaw ya i meriam.
W 1606 roku Luis Váez de Torres jako pierwszy Europejczyk przebył cieśninę i widział wyspy, a w 1770 roku James Cook zajął wyspy w imieniu Wielkiej Brytanii. Od 1860 roku na te tereny napływali poszukiwacze pereł z Azji i regionu Pacyfiku, a także Europy. W 1879 roku terytorium wysp Cieśniny Torresa stało się częścią kolonii, a w 1901 roku – częścią stanu Queensland.
Wyspiarze z Cieśniny Torresa dopiero w 1939 roku zostali uznani przez rząd australijski za odrębną grupę etniczną, a w 1947 roku uzyskali prawo do pracy na kontynencie. Od 1994 roku istnieje regionalny rząd Wysp w Cieśninie Torresa, posiadający autonomię w ramach stanu Queensland.

## Geografia
Wyspy w Cieśninie Torresa powstały wskutek podniesienia poziomu mórz i zalania pomostu lądowego pomiędzy Australią a Nową Gwineą. Są one rozrzucone na obszarze około 48 tysięcy km². Dzielą się na cztery grupy: wschodnie wyspy są pochodzenia wulkanicznego, środkowa grupa to nisko położone, piaszczyste wyspy, zachodnia grupa to szczyty dawnego pomostu lądowego, zbudowane z granitów i skał wulkanicznych, zaś północną grupę tworzą nisko położone, bagniste wyspy porośnięte namorzynami.
Największą wyspą jest Wyspa Księcia Walii (203 km²). Ośrodek administracyjny znajduje się na Wyspie Thursday, gdzie rezyduje burmistrz i czterech kanclerzy sprawujących władzę nad częścią wysp i półwyspu Jork. 17 wysp w archipelagu zamieszkanych przez rdzennych wyspiarzy i Aborygenów australijskich posiada lokalne rządy.